# Cryptopygus delamarei
Cryptopygus delamarei är en urinsektsart som beskrevs av Poinsot 1970. Cryptopygus delamarei ingår i släktet Cryptopygus och familjen Isotomidae. Inga underarter finns listade i Catalogue of Life.